# Agbal
Agbal (en árabe: أغبال‎, en francés: Arhbal) es una localidad marroquí perteneciente al municipio de Dar el Quebdani, en la región Oriental. Desde 1912 hasta 1956 perteneció a la zona norte del protectorado español de Marruecos.